# Boussières-sur-Sambre
Boussières-sur-Sambre és un municipi francès, situat a la regió dels Alts de França, al departament del Nord. L'any 2006 tenia 493 habitants.

## Demografia
| 1962                                       | 1968 | 1975 | 1982 | 1990 | 1999 |
| ------------------------------------------ | ---- | ---- | ---- | ---- | ---- |
| 424                                        | 428  | 412  | 449  | 423  | 429  |
| Des de 1962: població sense dobles comptes |      |      |      |      |      |

## Administració
| Període | Identitat     | Partit |
| ------- | ------------- | ------ |
| 2001-   | Claude Dupont | UMP    |